# Mélanie Sandoz

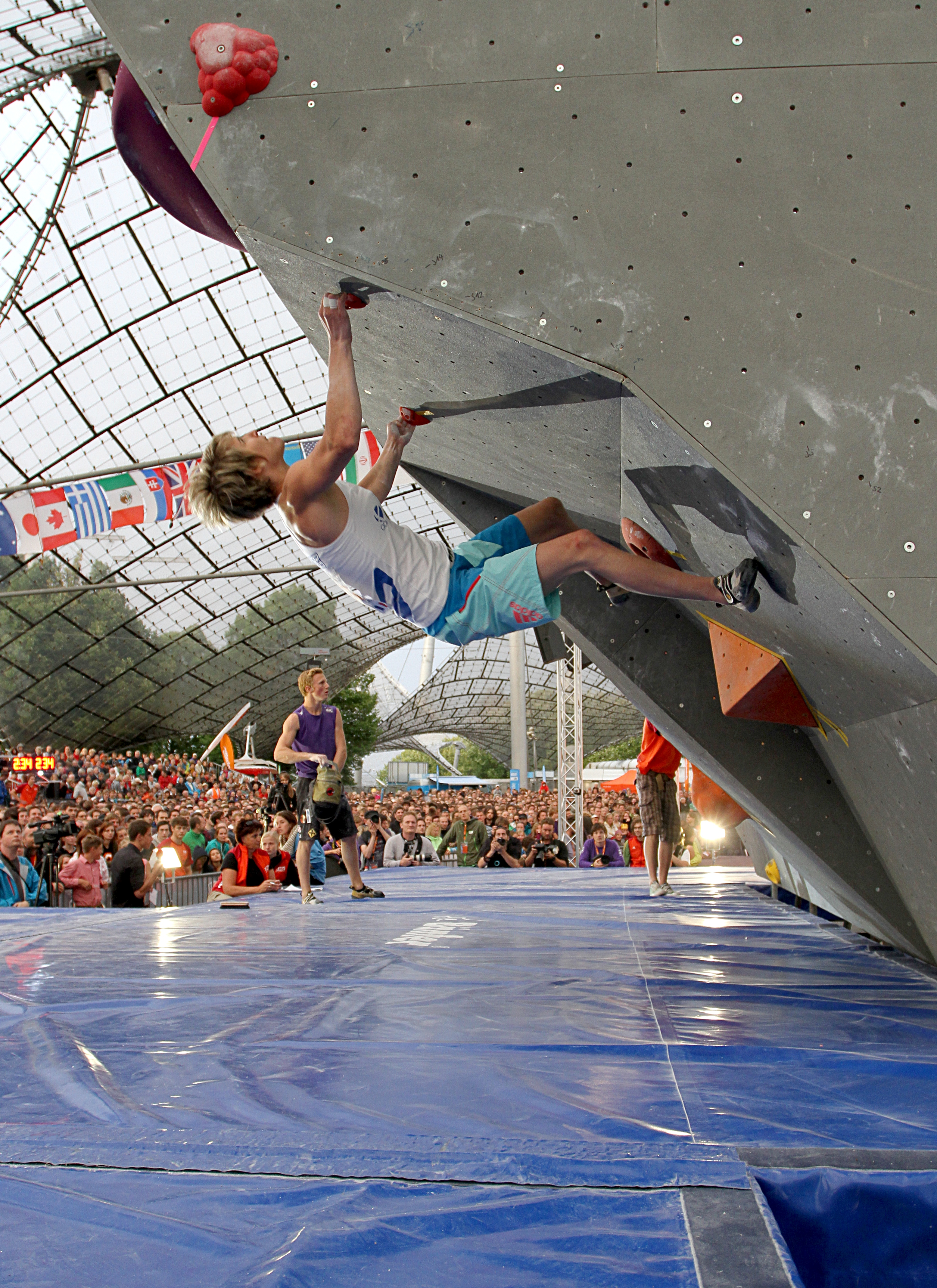
Puchar Świata 2012. Mélanie Sandoz na ścianie wspinaczkowej w boulderingu.

Mélanie Sandoz (ur. 6 lutego 1987 w Vesoul w departamencie Górna Saona) – francuska wspinaczka sportowa. Specjalizowała się w boulderingu oraz w prowadzeniu. Mistrzyni świata we wspinaczce sportowej w konkurencji boulderingu z 2012 roku.

## Kariera
W 2012 na mistrzostwach świata we wspinaczce sportowej w Paryżu  w konkurencji boulderingu wywalczyła złoty medal. W holenderskim Eindhoven w 2013 na mistrzostwach Europy zdobyła brązowy medal.
Uczestniczka prestiżowych zawodów Rock Master we włoskim Arco gdzie w 2013 roku zajęła 7 miejsce.

## Osiągnięcia

### Mistrzostwa świata
| Konkurencje | 2011 | 2012 | 2014 |
| Bouldering  | 13   | 1    | 13   |

### Mistrzostwa Europy
| Konkurencje | 2013 | 2015 |
| Bouldering  | 3    | 18   |

### Rock Master
| Konkurencje | 2013 |
| Bouldering  | 7    |